# Домінік Мінтофф
Домінік Мінтофф (мальт. Duminku Mintoff; 6 серпня 1916, Бормла, колонія Мальта — 20 серпня 2012, Таршин, Мальта) — засновник і лідер Лейбористської партії Мальти у 1949—1985 роках, прем'єр-міністр Мальти у 1955—1958 роках (як прем'єр-міністр колонії), і після отримання незалежності з 1971 по 1984 роки.

## Біографія
Домінік Мінтофф народився 6 серпня 1916 року в сім'ї кухаря. Отримав вищу будівельну та архітектурну освіту в Хартфордского коледжі Оксфорда і Мальтійському Королівському Університеті.
- 1936—1937 рр. — секретар ЦК Лейбористської партії Мальти, у 1941—1943 роках в еміграції в Лондоні. Після повернення на батьківщину працював архітектором. З 1945 року - очільник виконкому Лейбористської партії і заступник голови партії. З 1949 — голова партії (до 1985 року).
- 1947—1949 рр. — заступник прем'єр-міністра, «міністр» громадських робіт і відновлення.
- 1955—1958 рр. — прем'єр-міністр британського колоніального уряду Мальти. У квітня 1958 подав у відставку на знак протесту проти політики британської адміністрації, країна пережила загальний страйк і низку акцій протесту. На виборах 1962 та 1966 років партія зазнала поразки, оскільки католицька церква оголосила голосування за лейбористів «смертним гріхом».
- 1971—1984 рр. — прем'єр-міністр Мальти.
- 1984—1998 рр. — депутат парламенту.

Вважався чудовим оратором, йому  вдалося домогтися зміни політичного ладу на Мальті: в 1974 році Мальта стала республікою, британська королева офіційно перестала вважатися главою держави, а в 1979 році на острові була закрита остання військова база Великої Британії.
Домінік Мінтофф дотримувався соціалістичних поглядів, завоював популярність соціальними реформами, спрямованими на поліпшення життєвого рівня малозабезпечених верств суспільства. При ньому були підвищені пенсії, введені дитячі посібники та поняття мінімальної заробітної плати, що   перетворило колишню британську колонію в державу з високим рівнем соціального забезпечення. У зовнішній політиці встановив дружні відносини з СРСР і його союзниками, а також з КНР. У той же час, його дочка Яна брала участь в Чехії в 1968 році в протестах проти радянського вторгнення, в Греції в 1973-1974 роках - в боротьбі проти хунти «Чорних полковників».
Пішов у відставку з поста прем'єр-міністра внаслідок наростання економічних проблем — збільшення числа безробітних, конфлікту з медичною асоціацією з приводу реформи охорони здоров'я, а також ескалації конфлікту з церквою з питання її ролі в системі освіти і власності на землю. Залишив посаду депутата парламенту в результаті розбіжностей з лідером Лейбористської партії Альфредом Сантом.
Популяризував видатного діяча національного визволення Мальти Мануеля Дімеха.
Був 50 років одружений з баронесою Мойрою Бентинк (до її смерті в 1997 році), мав двох дочок, Анну і Яну. Залишався одним з найстаріших політиків XX століття, Помер 20 серпня 2012 року.

## Пам'ять
Про політика свідчать по-різному. З одного боку прихильники відзначають запровадженням соціальних виплат, таких як допомога на дітей, пенсій на дві третини мінімальної заробітної плати та соціального житла, а також створенням повітряної Мальти, морської Мальти, відокремленням церкви від держави та закінченням 200 років британського колоніального правління. Інші вказують на насильство і заворушення, якими характеризувався час його перебування на посаді. Критики Мінтоффа також вказували на те, що всесвітній культ особистості зберігався і після його смерті, що найбільш помітно в рамках лейбористської партії.

## Нагороди
- 6 квітня 1990 року — нагороджений почесним Національним орденом Заслуг (Мальта).